# Station Otori
 Station Ōtori  (鳳駅,  Ōtori-eki) is een spoorwegstation in de wijk Nishi-ku in de Japanse stad Sakai. Het wordt aangedaan door de Hanwa-lijn en de Hagoromo-lijn, een aftakking van de eerstgenoemde lijn. 
Het station heeft vijf sporen, gelegen aan drie eilandperrons. 

## Lijnen

### JR West
| 1,2 | ■ Hanwa-lijn    | richting Kumeda, Hineno en Wakayama |
| 3,4 | ■ Hanwa-lijn    | richting Tennōji en Ōsaka           |
| 5   | ■ Hagoromo-lijn | richting Higashi-Hagoromo           |

## Geschiedenis
Het station werd in 1929 geopend. In 1985 werd het station vernieuwd.

## Overig openbaar vervoer
Bussen van Nankai.

## Stationsomgeving
- Ōtori-schrijn
- Stadsdeelkantoor van Nishi-ku
- Bibliotheek van Nishi-ku
- Ōtori Wings (winkelcentrum):
  - MOS Burger
  - Daiei (warenhuis):
- Ōtori-Hondōri-winkelpromenade
- Denden-zaka-winkelpromenade
- Life (supermarkt)
- Kōnan (bouwmarkt)
- FamilyMart
- Sunkus